# Ваду-Негрілесей
Ваду-Негрілесей (рум. Vadu Negrilesei) — село у повіті Сучава в Румунії. Входить до складу комуни Стулпікань.
Село розташоване на відстані 328 км на північ від Бухареста, 42 км на південний захід від Сучави, 134 км на захід від Ясс.

## Населення
За даними перепису населення 2002 року у селі проживала 621 особа, усі — румуни. Усі жителі села рідною мовою назвали румунську.